# Isabelle de Gélieu
Isabelle de Gélieu (Lignières, 9 juli 1779 - Corgémont, 18 oktober 1834) was een Zwitserse schrijfster, dichteres en vertaalster.

## Biografie
Isabelle de Gélieu was een dochter van predikant Jonas de Gélieu (1740-1827) en Marguerite-Isabelle Frêne. Ze was een kleindochter van predikant Théophile Rémy Frêne (1727-1804). In 1801 huwde ze predikant Charles-Ferdinand Morel (1772-1848).
Tijdens haar adolescentie, die ze doorbracht in Colombier in het kanton Neuchâtel (NE), raakte ze sinds 1795 bevriend met Isabelle de Charrière, met wie ze in 1797 de Franse vertaling van het werk Nature and Art van Elizabeth Inchbald zou publiceren en die haar aanmoedigde tot het schrijven van de roman Louise et Albert, uitgebracht in 1803. Na haar huwelijk publiceerde ze verscheidene teksten die ze vertaalde uit het Duits. Naast vertaalde werken van Johann Heinrich Pestalozzi, Heinrich Zschokke en Johann-Conrad Appenzeller kwam in 1825 ook Choix de pieces fugitives de Schiller, met Franse vertalingen van het poëtisch werk van Friedrich Schiller uit.

## Werken
- Poésie: La cascade de Norange et Réponse à Mme de Charrière 1795.[1]
  - Complainte de David sur la mort de Saül et de Jonathan. Poésie inédite de M"" Morel.(s.d.)[2]
- La Nature et l'art. Roman par Mistriss Inchbald. Nouvelle traduction par Mlle de G*** et Mme de C***, Paris 1797 (= Neuchâtel, Louis Fauche-Borel) 2 vol. (201 en 206 p.)[3]
- Louise et Albert ou Le Danger d'être trop exigeant, Lausanne, Hignou, 1803,[4] Nouvelle édition Neuchâtel 1999, ISBN 2-88080-005-6[5]
  - Albrecht und Luise, eine schweizerische Erzählung nach dem Französischen der Madame ****. Übersetzung von Ludwig Ferdinand Huber. In Flora, Teutschlands Töchtern geweiht von Freundinnen und Freunden des Schönen Geschlechts, IV (1803), p. 68-170[6]
- Gertrude de Wart ou l’épouse fidèle. Roman historique; traduit de l’allemand de M. Appenzeller, par Mme Morel, Paris, A. Eymery, 1818.[7]
- Manuel des Mères de Pestalozzi, traduit de l’allemand. Genève, J.J. Paschoud, 1821[8]
- Annette et Wilhelm, ou la Constance éprouvée, traduit de l'allemand de Kotzebue, par Mme Morel. Paris, L. Tenré, 1821. 2 vol.
- Choix de pièces fugitives de Schiller, trad. de l'allemand par Mme Morel. Paris, Le Normant père, 1825.[9] nouvelle édition Hachette, 2013.
- Journal 1819-1834. Éd. François Noirjean; Jorge Da Silva, préface Caroline Calame. Neuchâtel, Livréo Alphil, 2020 469 p.